# Львівське Опілля
Льві́вське Опі́лля — назва однієї з частин Опілля (частина Подільської височини). Розташоване на південь від Львова (звідси й назва — Львівське Опілля), в межиріччі Щирки (за іншими даними Верещиці) та Бібрки. На півночі межує з Львівським плато, на північному сході (в районі сіл Відники, Гринів) — з Малим Поліссям, а також (в районі міста Бібрки) з Гологорами. На сході межує з Рогатинським Опіллям, на південному сході — з Ходорівським Опіллям, на південному заході доходить до Дністра. 
Переважні висоти 310 — 380 м (максимальна 405 м). Багато лісів (особливо в межиріччі Зубри та Давидівки), переважно дубових та дубово-грабових. 
- Львівське Опілля поділене лівими притоками Дністра (річками: Зубра, Колодниця, Суходілка, Давидівка, Бібрка) на поздовжні гряди (Давидівська, Бібрська та інші), які простягаються з півночі на південь. Тому дехто помилково називає увесь масив Львівського Опілля назвою тої чи іншої гряди, найчастіше Давидівської гряди.